# BK Forward (Olskroken)
BK Forward var en fotbollsklubb i Olskroken i Göteborg. Klubben var en så kallad kvartersklubb och nådde inga större framgångar, men fostrade flera spelare som skulle komma att bli allsvenska storspelare.
Klubben bildades omkring 1930 av bland andra Anders Bernmar (senare känd som klubbdirektör för IFK Göteborg), Göte Sjösten och Nils "Nippe" Johansson (båda senare allsvenska i Gais). Även Åke Andersson (Gais, AIK) spelade i ungdomen för BK Forward.